# Esdeveniments internacionals a Barcelona
Barcelona ha estat escenari, des de finals del segle xix, d'importants esdeveniments internacionals, especialment en els camps de la cultura, l'economia i l'esport. Alguns d'ells no només han contribuït a dinamitzar l'economia de la ciutat i projectar la seva imatge internacionalment, sinó que han incidit directament en l'organització urbanística de la ciutat. En aquest sentit, es considera que els tres esdeveniments internacionals més rellevants que han tingut lloc a Barcelona són, per ordre cronològic, l'Exposició Universal de 1888, l'Exposició Internacional de 1929, i els Jocs Olímpics de Barcelona 1992.
A més, també han passat a la història de la ciutat la celebració del Congrés Eucarístic Internacional a 1952, dels Jocs del Mediterrani de 1955, i del Fòrum Universal de les Cultures l'any 2004.
Barcelona ha estat especialment prolífica en acollir un gran nombre d'esdeveniments esportius i musicals. A més, l'activitat de la Fira de Barcelona l'ha convertit en escenari d'importants fires i congressos de tots els àmbits del món econòmic.
Els esdeveniments de caràcter polític han estat molt menors en no ser capital d'estat, encara que en l'última dècada, després de les millores que els Jocs Olímpics van deixar a la ciutat (transports, seguretat, allotjament ...), Barcelona ha estat escenari d'importants esdeveniments com la primera "Conferència Euromediterrània" de 1995, la reunió del Banc Mundial el juny de 2001, la Cimera de Caps d'Estat en el Consell d'Estat de la Unió Europea de març de 2002, o la Cimera Euromediterrània de novembre de 2005.

## Esdeveniments universals
- 1888: Exposició Universal de 1888
- 1929: Exposició Internacional de 1929
- 1992: Durant juliol i agost, se celebren els Jocs Olímpics de Barcelona 1992.
- 2004: Del 9 de maig al 24 de setembre, se celebra el Fòrum Universal de les Cultures

## Esdeveniments polítics
- 1995: "1a Conferència Euromediterrània". Els dies 27 i 28 de novembre, es reuneixen el president del Consell de la Unió Europea, els ministres d'Afers Exteriors de 26 països de la regió mediterrània i el president de l'Autoritat Palestina, Yasser Arafat. S'acorda l'anomenada "Declaració de Barcelona". (s). Htm Més informació[Enllaç no actiu]
- 2001: Del 25 al 27 de juny es planejava una conferència del Banc Mundial que va ser cancel·lada.
- 2002: El març, se celebra la Cimera de Caps d'Estat en el Consell d'Estat de la Unió Europea.
- 2005: Els dies 27 i 28 de novembre, se celebra la Cimera Euromediterrània.

## Esdeveniments esportius
- 1908: Primera edició de la Copa Catalunya d'automobilisme.
- 1911: Primera edició de la Volta Ciclista a Catalunya.
- 1916: El 23 d'abril se celebra el primer gran combat de boxa de caràcter internacional a Barcelona. La plaça de toros Monumental acull el combat entre Arthur Cravan, pseudònim de Fabian Avenarius Lloyd (boxejador i poeta nebot d'Oscar Wilde) i l'ex campió del món dels pesos pesants Jack Johnson (boxejador), que guanya el combat i les 50.000 pessetes que havia de premi.
- 1920: Primera edició de la Cursa Jean Bouin.
- 1930: El 30 de novembre més de 70.000 espectadors es reuneixen a l'estadi de Montjuïc per veure el combat de boxa entre l'italià Primo Carnera i Paulino Uzcundum, amb victòria de l'italià.
- 1933: Se celebra la I Copa Barcelona d'automobilisme al circuit de Montjuïc.
- 1936: Olimpíades Populars, cancel per l'inici de la Guerra civil espanyola.
- 1951: El 28 d'octubre se celebra al circuit de Pedralbes el Gran Premi d'Espanya de Fórmula 1 de 1951 amb victòria de Juan Manuel Fangio.
- 1953: Se celebra la primera edició del Torneig de tennis Comte de Godó, que d'ara endavant se celebrarà anualment.
- 1954: El 24 d'octubre se celebra al circuit de Pedralbes el Gran Premi d'Espanya de Fórmula 1 de 1954 amb victòria de Mike Hawthorn.
- 1955: Primera edició de les 24 Hores de Montjuïc de motociclisme.
- 1955: Jocs del Mediterrani 1955, del 16 al 25 de juliol.
- 1963: Primera edició de la Setmana Catalana de Ciclisme que, des d'aleshores, se celebra anualment.
- 1964, 24 de juny: El Camp Nou acull la final de la Copa de la UEFA de futbol.
- 1964: Eurocopa de futbol de seleccions nacionals.
- 1965: Primera edició de l'Escalada ciclista a Montjuïc que, des d'aleshores, se celebra anualment.
- 1966: Primera edició del torneig de futbol Trofeu Joan Gamper, organitzat pel FC Barcelona. Des de llavors se celebra cada any.
- 1969: El 4 de maig se celebra al circuit de Montjuïc el Gran Premi d'Espanya de Fórmula 1 de 1969 amb victòria de Jackie Stewart.
- 1969: Se celebra al Palau dels Esports de Barcelona la final de la Copa d'Europa de bàsquet, on el CSKA de Moscou derrota el Reial Madrid per 103-99.
- 1971: El 18 d'abril se celebra al circuit de Montjuïc el Gran Premi d'Espanya de Fórmula 1 de 1971 amb victòria de Jackie Stewart.
- 1971: Campionat del món masculí d'hoquei herba 1971, del 15 al 24 d'octubre.
- 1972: Celebració del primer Trofeu Internacional Ciutat de Barcelona de natació.
- 1972, 24 de maig: El Camp Nou acull la final de la Recopa d'Europa de futbol, entre el Glasgow Rangers i Dinamo de Moscou.
- 1972: El Palau Blaugrana acull la tercera edició de la Copa Masters de Tennis, el primer esdeveniment tennístic de caràcter internacional que se celebra a Barcelona. Vence Ilie Nastase, que derrota a la final a Stan Smith.
- 1972: Campionat del Món d'hoquei herba femení de 1972.
- 1973: El 29 d'abril se celebra al circuit de Montjuïc el Gran Premi d'Espanya de Fórmula 1 de 1973, amb victòria de Emerson Fittipaldi.
- 1973: Celebració del Eurobasket de seleccions nacionals de bàsquet.
- 1974: Primera edició del Trofeu Ciutat de Barcelona de futbol.
- 1975: El 27 d'abril se celebra al circuit de Montjuïc el Gran Premi d'Espanya de Fórmula 1 de 1975, amb victòria de Jochen Mass.
- 1978: Primera edició de la Cursa de la Mercè.
- 1979: Primera edició de la Marató de Barcelona.
- 1979: Primera edició de la Cursa d'El Corte Anglès.
- 1981: El Palau Blaugrana acull la final de la Copa Korac de bàsquet, en què el Joventut de Badalona derrota el Carrera de Venècia italià.
- 1982, maig: El Camp Nou acull la final de la Recopa d'Europa de futbol, entre el FC Barcelona i l'Standard de Lieja. Venç el FC Barcelona per 2-1.
- 1982: Copa del Món de Futbol 1982. Barcelona acull la cerimònia d'inauguració i vuit partits, en els estadis del Camp Nou i Sarrià.
- 1986: Campionat del Món de bàsquet 1986.
- 1989, 24 de maig: Final de la Lliga de Campions de la UEFA, al Camp Nou, entre l'AC Milan i Steaua de Bucarest. Venç l'AC Milan per 4-0.
- 1989 (juliol): Copa del Món d'Atletisme.
- 1990: Primera edició de la Mitja Marató de Barcelona.
- 1990 (octubre): Open McDonald's de Bàsquet.
- 1991 (setembre): Montmeló primera cursa de fórmula 1.
- 1992 (juliol i agost): Se celebren els Jocs Olímpics de Barcelona 1992.
- 1992 (setembre): Se celebren els Jocs Paralímpics de Barcelona 1992.
- 1995 (març): Campionat del Món d'Atletisme en Pista Coberta.
- 1997 (juliol): Eurobasket de seleccions nacionals de bàsquet.
- 1998: Primera edició de la Cursa Bombers, una cursa popular de caràcter internacional de 10 km.
- 1998: Se celebra al Palau Sant Jordi la fase final de l'Eurolliga de bàsquet, en què venç el Kinder Bologna italià.
- 1999: Final de la Supercopa d'Europa d'Handbol, en la qual el FC Barcelona derrota el Badel Zagreb.
- 1999, 26 de maig: Final de la Lliga de Campions de la UEFA, al Camp Nou, entre el Manchester United i el Bayern de Múnic. Venç el Manchester United per 2-1.
- 1999, 31 de desembre: Primera edició de la Cursa de Sant Silvestre barcelonina.
- 2000 (desembre): Final de la Copa Davis de tennis entre Espanya i Austràlia.
- 2003 (abril): "Final Four" de l'Eurolliga de bàsquet. Venç el FC Barcelona.
- 2003 (juliol): Campionat del Món de natació.
- 2003 (juliol): X Jocs Mundials de Policies i Bombers.
- 2003 (octubre): Exhibició de l'NBA, que inclou la trobada entre el FC Barcelona i els Memphis Grizzlies al Palau Sant Jordi.
- 2006 (22 de maig): Gala de lliurament de la setena edició dels Premis Laureus.
- 2006 (octubre): Exhibició de l'NBA, que inclou la trobada entre el FC Barcelona i els Philadelphia 76ers al Palau Sant Jordi.
- 2009 (9 i 10 de juliol): El Tour de França passa per Barcelona. El 9 de juliol l'Avinguda Maria Cristina és la meta de l'etapa Girona-Barcelona i l'endemà, s'inicia l'etapa Barcelona-Andorra. Amb motiu del pas del Tour, que no es produïa des de fa 40 anys, es va pretendre fer l'onada groga més gran al pas del pilot i el rècord Guiness de major nombre de persones fent spinning al mateix temps en un espai públic.
- 2010: Campionat d'Europa d'Atletisme.
- 2013: Campionat del Món de natació.
- 2024 (del 22 d'agost al 27 d'octubre): Copa Amèrica de vela

## Esdeveniments religiosos
- 1952: Congrés Eucarístic Internacional
- 1982: Visita a la ciutat del Papa Joan Pau II, que oficia misses multitudinàries a la Plaça Gaudí, davant del Temple Expiatori de la Sagrada Família, i en el Camp Nou.
- 2004 Parlament Mundial de les Religions, en el marc del Fòrum Universal de les Cultures.

## Esdeveniments musicals
- 1965 (3 de juliol): Concert de The Beatles a la Plaça de toros Monumental de Barcelona. Van assistir 25.000 persones.
- 1976 (11 de juliol): Concert de The Rolling Stones (el primer a Espanya del conjunt britànic), a la Plaça de toros Monumental.
- 1980 (30 de juny): Concert de Bob Marley a la Plaça de toros Monumental.
- 1985 (6 de juliol): Concert de Lluís Llach al Camp Nou. Va reunir 125.000 espectadors.
- 1986 (1 d'agost): Concert de Queen al Mini estadi del Barça.
- 1988 (juliol): Concert de Frank Sinatra al Camp Nou.
- 1988 (20 de juliol): Concert de Pink Floyd a l'Estadi de Sarrià.
- 1988 (3 d'agost): Concert de Bruce Springsteen al Camp Nou.
- 1988 (9 d'agost): Concert de Michael Jackson al Camp Nou.
- 1988 (8 de setembre): Concert de Julio Iglesias al Camp Nou.
- 1988 (10 de setembre): Macroconcert al Camp Nou en favor dels Drets Humans, organitzat per Amnistia Internacional, amb actuacions de Bruce Springsteen, Sting, Peter Gabriel Youssou N'Dour, Tracy Chapman, i El Último de la Fila.
- 1990 (14 de juny): Macroconcert de The Rolling Stones a l'Estadi Olímpic Lluís Companys, en el marc de la seva gira "Urban Jungle".
- 1990 (6 d'octubre): Macroconcert a l'Estadi Olímpic Lluís Companys en pro de les associacions ecologistes. Actuen Tina Turner, El Último de la Fila i Sopa de Cabra.
- 1992 (9 de maig): Concert de Dire Straits a la Plaça de toros Monumental.
- 1992 (16, 17 i 18 de maig): El grup irlandès U2 ofereix tres concerts consecutius al Palau Sant Jordi, al marc de la seva gira "Zoo TV". Reuneix un total de més de 60.000 persones.
- 1992 (3 de juliol): Concert de Bruce Springsteen a la Plaça de toros Monumental.
- 1992 (18 de setembre): Concert de Michael Jackson a l'Estadi Olímpic Lluís Companys, en el marc de la seva gira " Dangerous Tour ". Reuneix 47.000 espectadors.
- 1993 (11 de maig): Macroconcert de Bruce Springsteen a l'Estadi Olímpic Lluís Companys, en el marc de la gira "Human Touch".
- 1993 (juny): Primera edició del Festival Sónar, que des de llavors se celebra anualment.
- 1993 (5 de juliol): Macroconcert de Guns N 'Roses a l'Estadi Olímpic Lluís Companys.
- 1997 (13 de juliol): Concert de "Els Tres Tenors": Josep Carreras, Plácido Domingo i Luciano Pavarotti, al Camp Nou.
- 1997 (13 de setembre): Concert de U2, a l'Estadi Olímpic Lluís Companys, en el marc de la seva gira "Pop Mart ".
- 1999 (9 d'abril): Concert de Bruce Springsteen al Palau Sant Jordi, en el marc de la gira "World Tour 1999".
- 1999 (2 de juliol): Macroconcert " Catalunya per Kosovo " al Palau Sant Jordi, amb l'actuació de diversos cantants i grups.
- 2001: Primera edició del Festival Primavera Sound, que des de llavors se celebra anualment.
- 2001 (21 de setembre): Concert gratuït de Manu Chao, a la Plaça Catalunya de Barcelona. Assisteixen més de 150.000 persones.
- 2002 (16 d'octubre): Concert de Bruce Springsteen al Palau Sant Jordi, en el marc de la gira "The Rising Tour".
- 2002 (14 de novembre): Se celebra el MTV Europe Music Awards 2002. El dia anterior, el grup Bon Jovi fa una actuació gratuïta davant les fonts de Montjuïc, que reuneix a 15.000 persones.
- 2002 (29 de desembre): En el marc del " IV Festival del Mil·lenni ", concert conjunt de Josep Carreras i Lluís Llach, acompanyats per l'Orquestra Simfònica Mediterrània i el Cor Madrigal.
- 2003 (17 de maig): Concert de Bruce Springsteen a l'Estadi Olímpic Lluís Companys, en el marc de la gira "The Rising Tour".
- 2003 (29 de juny): Concert de The Rolling Stones a l'Estadi Olímpic Lluís Companys, en el marc de la seva gira "Tour Licks 2002/2003". També van actuar "The Pretenders", com teleneros. Van assistir 50.000 persones.
- 2004 (juliol): Macroconcert carrer i gratuït de Carlinhos Brown al Passeig de Gràcia de Barcelona, amb motiu del Fòrum Universal de les Cultures. Reuneix a 400.000 persones.
- 2005 (7 d'agost): Concert de U2, al Camp Nou, en el marc de la seva gira "Vertigo Tour". També van actuar Keane i Kaiser Chiefs com a teloners. Van assistir 80.000 persones.
- 2006 (27 de maig): Concert de The Rolling Stones a l'Estadi Olímpic Lluís Companys, en el marc de la seva gira "A Bigger Bang". Es van esgotar les 60.000 localitats disponibles.
- 2009 (30 de juny i 2 de juliol): Concerts de U2 al Camp Nou, en el marc de la gira U2 360 ° tour. Van assistir 90.000 persones a cada un.[1]

## Altres esdeveniments
- 1997 (4 d'octubre): Casament de la infanta Cristina de Borbó i Grècia amb Iñaki Urdangarin.
- 1998 (18 i 19 de novembre): V Fòrum Ambiental del Mediterrani. Es reuneix la Xarxa d'ONG de la Mediterrània per l'Ecologia i el Desenvolupament sostenible, que acorden la "Declaració de Barcelona".
- 2006 La ciutat acull per primera vegada el Congrés mundial 3GSM.